# Aufgesang
Aufgesang und Abgesang werden die beiden Teile der ursprünglich italienischen Kanzonenstrophe genannt. Die italienischen Bezeichnungen sind la fronte für den Aufgesang und la sirma oder la sirima für den Abgesang.
Aufgesang und Abgesang bezeichnen dann auch die entsprechenden Teile der von der Kanzonenstrophe abgeleiteten Formen, also der Meistersangstrophe und ab dem 19. Jahrhundert der sogenannten Barform.
Der Aufgesang besteht aus dem Stollen und dem gleichgebauten Gegenstollen. Die beiden Stollen des Aufgesangs haben die gleiche metrische Form, der Abgesang seine eigene. Im Abgesang stehen oft reimlose Verse (Waisen). Sind die Waisen in den Strophen des Liedes durch Reime verbunden, spricht man von Körnern.